# Adrian Cioroianu
Adrian Mihai Cioroianu (né le 5 janvier 1967 à Craiova, Roumanie), est un historien, académicien, journaliste et homme politique roumain. Ministre des Affaires étrangères de la Roumanie du 5 avril 2007 au 14 avril 2008.

## Publications
- Scrum de secol. O sută una povești suprapuse, Editura Curtea Veche, Bucarest, 2001
- Focul ascuns în piatră. Despre istorie, memorie și alte vanități contemporane, Polirom, Iași, 2002
- Ce Ceausescu qui hante les Roumains: le mythe, les représentations et le culte du Dirigeant dans la Roumanie communiste, Editura Curtea Veche, L'agence Universitaire de la Francophonie, Bucarest 2005
- Pe umerii lui Marx. O introducere în istoria comunismului românesc, Editura Curtea Veche, Bucarest, 2005.  (ISBN 978-973-669-175-1)
- Sic transit gloria. Cronica subiectivă a unui cincinal în trei ani și jumătate, Polirom, Iași, 2006